# RGD-33

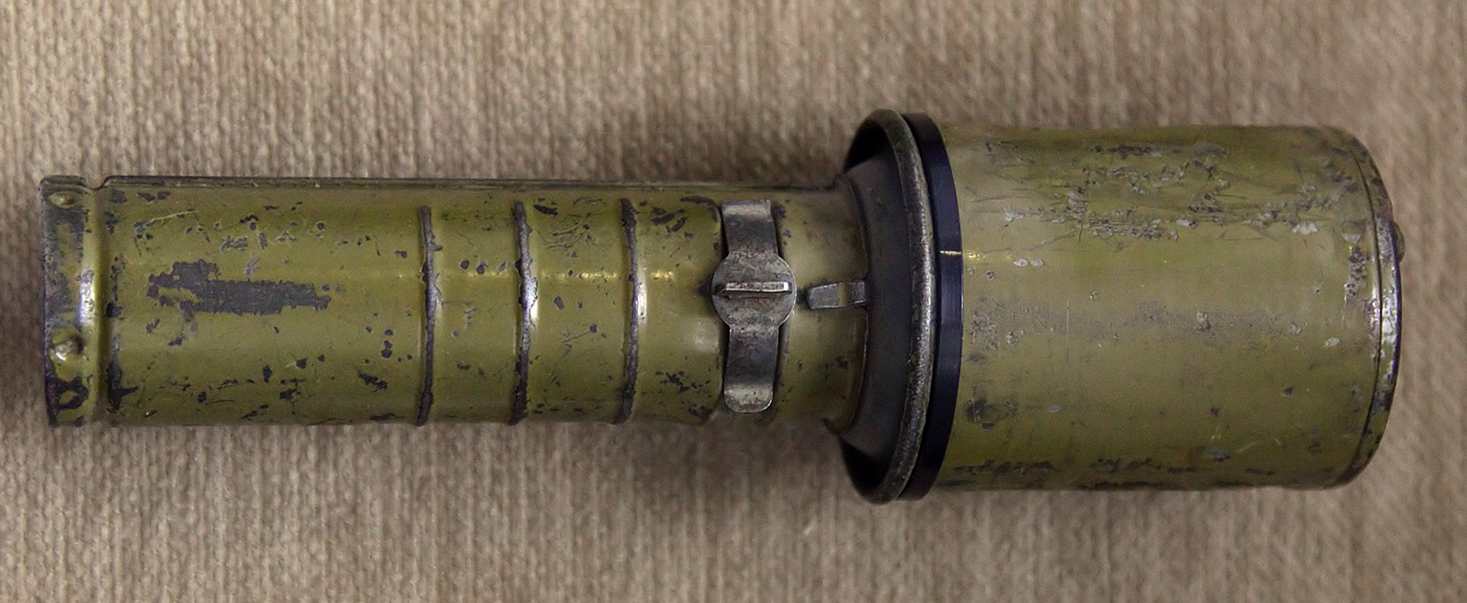
RGD-33 ohne Splitterring

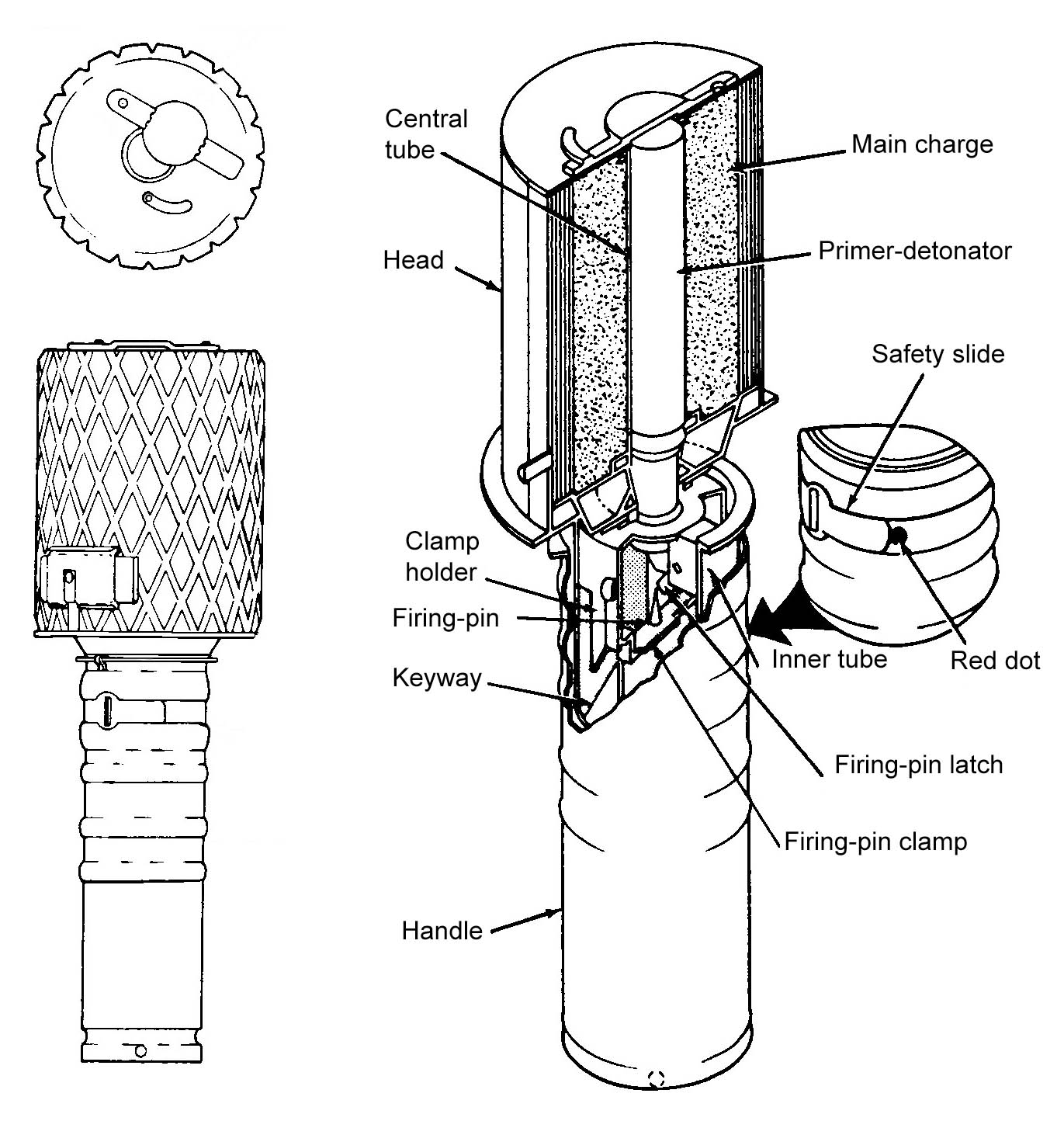
Schnittzeichnung

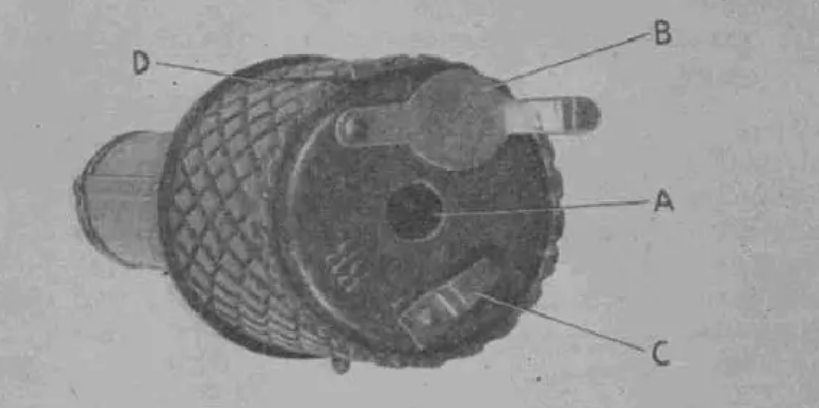
Sicht von oben:
A) Zünderraum
B) Abdeckung des Zünderraums
C) Arretierung für die Abdeckung
D) Splitterring

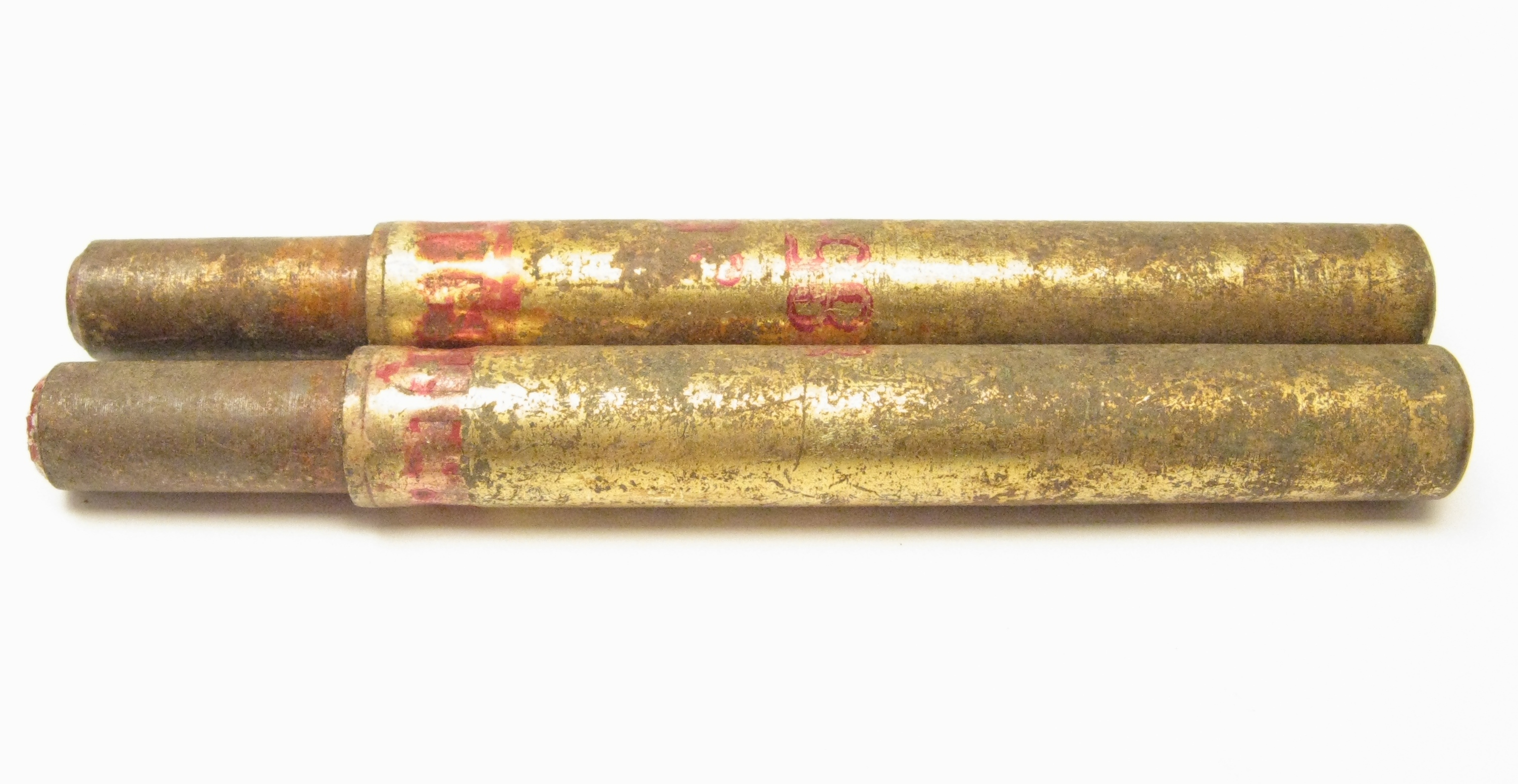
Zündereinheit

RGD-33 (russisch: РГД-33, Ручная Граната Дьяконова, Transkription: Rutschnaja Granata Djakonowa, in Deutsch etwa: Handgranate Djakonows) ist eine sowjetische Handgranate, welche vor allem im Zweiten Weltkrieg verwendet wurde.

## Geschichte
Die RGD-33 wurde im Jahre 1933 entwickelt und ersetzte damit die alte Handgranate Modell 1914. Der Entwickler war Michail Grigorjewitsch Djakonow, welcher auch unter anderem den 37-mm-Spatengranatwerfer konstruierte.
Gordon L. Rottman hält die RGD-33 für die komplizierteste aller Handgranaten. Normalerweise werden Handgranaten so konstruiert, dass die Handhabung einfach ist. Bei der RGD-33 mussten hingegen viele Schritte durchgeführt werden, um sicherzustellen, dass sie nach dem Wurf wie gewünscht detonierte. Diese Schritte einzuhalten war für ungenügend ausgebildete Soldaten insbesondere unter chaotischen Gefechtsbedingungen schwierig. Das ist umso erstaunlicher, als die Rote Armee auf militärisch nur grundlegend ausgebildeten Arbeitern und Bauern fußte. Zumindest bestand der Vorteil, dass feindliche Soldaten die RGD-33 nicht sofort verwenden konnten, wenn sie mit der Handhabung nicht vertraut waren. Die Wehrmacht nutzte erbeutete RGD-33 als Handgranate 337 (r).
Im Zweiten Weltkrieg wurde die RGD-33 durch die deutlich einfachere RG-42 ersetzt. Zum einen war die RGD-33 aufwändig zu produzieren und zum anderen erkannte man auch die Schwierigkeiten mit der Handhabung.
Dennoch tauchen RGD-33-Handgranaten noch im Koreakrieg (1950–1953) sowie Vietnamkrieg (1955–1975) auf.

## Technik
Die RGD-33 ist eine Mehrzweck-Stielhandgranate. Sie besteht aus dem Sprengtopf und dem Stiel aus gepresstem Blech, wobei der hohle Stiel einen geringeren Durchmesser aufweist als der Sprengtopf. Ein gusseiserner Splitterring ist fabrikseitig um den Sprengtopf befestigt. Die Blechteile sind in der Regel mit einer olivgrünen Farbe beschichtet. Die Oberseite des Sprengtopfes weist einen länglichen Hohlraum auf. In diesen wird die Zündereinheit eingelegt. Die Zündereinheit besteht aus dem Zündhütchen, dem Verzögerungssatz und dem Sprengzünder. Die Zündereinheiten werden getrennt von den Granaten geliefert und müssen vor der Benutzung eingesetzt werden. Die Handgranaten wurden in einer Baumwolltasche getragen; die Zündereinheiten befanden sich dort, in Papier oder Stoff eingewickelt, in einer Innentasche. In dieser Tasche ist Platz für zwei Granaten.
Um die Granate für den Einsatz vorzubereiten, muss zunächst die äußere, bewegliche Stielhülle vom Sprengtopf gezogen, dann nach rechts gedreht und wieder zum Sprengtopf hin gedrückt werden. Dieses spannt den im Griff befindlichen Schlagmechanismus. Dann wird der Sicherungsschieber am Stiel eingerastet. Die Abdeckung des Zünderraums wird zur Seite gedreht. Die Zündereinheit wird in den Zünderraum eingelegt und dieser wird mit der Abdeckung wieder verschlossen. Eine Sicherung blockiert den Ausgang des Zünderraums, wenn der Schlagmechanismus nicht gespannt ist, und verhindert, dass die Zündereinheit beim Einsetzen auf den Schlagbolzen trifft und die Explosion vorzeitig auslöst. Um die Granate vollständig zu sichern, müssen die Schritte in umgekehrter Reihenfolge durchgeführt werden.
Um die Granate zu werfen, wird der Sicherungsschieber in Feuerposition verändert. Die Granate muss in einem kraftvollen Überkopf-Schwung beim Wurf beschleunigt werden. Dadurch schnellt der Sprengtopf, relativ zum von dem Soldaten festgehaltenen äußeren Stiel, nach vorne und wieder zurück. Dieses löst den Schlagmechanismus aus und der Schlagbolzen schlägt auf das Zündhütchen der Zündereinheit. Das Zündhütchen zündet den Verzögerungssatz, nach 3–4 Sekunden zündet der Sprengsatz des Zünders den Sprengstoff der Granate. Der Sprengsatz besteht aus 85 g TNT. Die Granate konnte 30 bis 40 Meter weit geworfen werden.
Mit dem Splitterring ist die RGD-33 eine Verteidigungshandgranate mit einem bis zu 25 m tödlichem Splitterradius; wird der Splitterring abgenommen, reduziert sich der tödliche Splitterradius auf etwa 5 m und sie wird so zur Angriffshandgranate.
Blindgänger sind schwierig zu bergen, weil der gespannte Auslösemechanismus bei kleinster Bewegung noch zünden könnte. Fünf Sprengtöpfe können um eine Handgranate in der Mitte gebunden werden, um als geballte Ladung die Detonation zu vergrößern. Zur Ausbildung stand eine Übungsversion der RGD-33 zur Verfügung.
|                           | ohne Splitterring | mit Splitterring |
| ------------------------- | ----------------- | ---------------- |
| Gewicht                   | 0,500 kg          | 0,660 kg         |
| Länge                     | 190 mm            | 190 mm           |
| Durchmesser               | 45 mm             | 52 mm            |
| Effektiver Splitterradius | 5 m               | 25 m             |

## Trivia
Während der Zeit des Zweiten Weltkrieges stahlen der junge Boris Jelzin und seine Kameraden zwei RGD-33-Handgranaten aus einem Munitionsdepot. Als später Jelzin die Granate auseinandernehmen wollte, um die Funktionsweise zu studieren, explodierte sie. Im Krankenhaus mussten ihm Zeigefinger und Daumen amputiert werden.